# شهرستان لودیان
شهرستان لودیان (به لاتین: Ludian County) یک منطقهٔ مسکونی در چین است که در ژاوتونگ واقع شده‌است. شهرستان لودیان ۱٬۴۸۷ کیلومتر مربع مساحت و ۴۲۹٬۷۹۱ نفر جمعیت دارد.